# Marka Míková
Pour les articles homonymes, voir Míková.
Marka Míková née Marie Horáková le 28 décembre 1959 à České Budějovice, est une actrice, musicienne, réalisatrice et présentatrice tchèque. Elle est également autrice de livres pour enfants. 

## Biographie
Elle étudie l'art de la marionnette, la mise en scène et la dramaturgie au DAMU de Prague. Elle travaille ensuite comme dramaturge, scénariste et metteur en scène au Divadlo Minor (cs). Elle chante aussi et joue du piano et de la basse dans le groupe de rock Dybbuk, devenu plus tard Zuby nehty, avec lequel elle a enregistré plusieurs albums. Elle est également présentatrice et se consacre au doublage et à la mise en scène de marionnettes. Elle est directrice de l'association Loutky v nemocnice, pour laquelle elle écrit et met en scène des pièces de théâtre, compose des chansons et participe elle-même aux activités du groupe dans les hôpitaux et les sanatoriums.
Elle vit à Prague et a quatre enfants.

## Filmographie
- 1971 : Slaměný klobouk
- 1974 : Robinsonka : Maďa
- 1975 : Škodná
- 1977 : Jak se budí princezny
- 1979 : Chvíle pro píseň trubky
- 1980 : Krakonoš a lyžníci
- 1982 : Setkání v Paříži : Zofe Veronika

## Publications
- 2001 : Roches a Bžunda
- 2007 : Knihafoss
- 2012 : Mrakodrapy, Argo,  (ISBN 978-80-257-0678-7)
- 2014 : Škvíry
- 2015 : Varvara, Fantasos,  (ISBN 978-80-88066-12-5)
- 2018 : Dům v Rugolu, illustrations de Štěpán Zavřel et Jindra Čapek, Book Dock,  (ISBN 978-80-88066-16-3)